# Gare d'Hébertville
La gare d'Hébertville est une gare de Via Rail Canada située sur la rue St-Louis à Hébertville-Station au Québec, dans la municipalité régionale de comté de Lac-Saint-Jean-Est.

## Histoire
Elle a été construite entre 1931 et 1933.

## Service des voyageurs

### Accueil
En 2013, la gare ne voit que deux trains de la Via Rail par semaine, soit les dimanches ou les jeudis. Elle perd son service de billetterie en octobre 2013, pour devenir qu'un simple platforme d'embarquement. Avant la fermeture, le service de billetterie était ouvert 2 heures avant l'arrivée du train,.